# Kaltenleutgeben

Der Ort Kaltenleutgeben um das Jahr 1872 (rechts oben, Aufnahmeblatt der Landesaufnahme)

Kaltenleutgeben ist eine Marktgemeinde im Bezirk Mödling in Niederösterreich mit 3299 Einwohnern (Stand 1. Jänner 2025).

## Geografie
Kaltenleutgeben liegt im Industrieviertel in Niederösterreich, im südlichen Wienerwald. 73,41 Prozent der Fläche sind bewaldet, wobei die Fläche der Marktgemeinde  17,5 Quadratkilometer umfasst. Die Gemeinde grenzt direkt an den äußersten Südwesten der Stadt Wien an und ist ein beliebtes Naherholungsgebiet der Wiener Bevölkerung.
Die Bebauung Kaltenleutgebens befindet sich im Tal der Dürren Liesing, die nach Perchtoldsdorf (nach Osten) fließt.
Das recht enge und bis zu 80 Meter tiefe Tal weist eine teilweise erhebliche Hangneigung auf. Das Kaltenleutgebener Tal dient aufgrund seiner Orographie dem Wiener Südraum als eine Frischluftschneise.
Es existieren keine weiteren Katastralgemeinden außer Kaltenleutgeben.
Das Gebiet von Kaltenleutgeben ist wegen seiner komplizierten geologischen Struktur in einer Reihe geologischer Fachpublikationen eingehend untersucht worden. Viele ältere, teilweise aber überholte geologische Untersuchungen aus dem 19. Jahrhundert wurden 1905 im Literaturverzeichnis einer Arbeit von Franz Toula zusammengefasst.

## Nachbargemeinden
|            | Breitenfurt bei Wien                        | Wien           |
| Wienerwald | Kompassrose, die auf Nachbargemeinden zeigt | Perchtoldsdorf |
|            | Hinterbrühl                                 |                |

## Geschichte
Der Ortsname leitet sich vom mittelhochdeutschen Wort lîtgëbin(ne) ab und bezeichnet eine "Wirtin, die einen kühlen Trunk reicht". Als Kaltn Leitgebin verweist das Wort nach einer anderen Lesart auf eine „Schankwirtin, deren Gaststube nicht beheizbar ist“.
Am Lauf des Baches lagen eine Reihe von Mühlen, deren Namen (Waldmühle, Neumühle, Polsterer-Mühle) noch darauf hinweisen.
Kaltenleutgeben war ein frühes Wintersportgebiet: Bereits 1890 hatte auf einer Waldwiese westlich des Ortes, der „Norwegerwiese“, der aus Norwegen stammende Bäckergeselle Wilhelm Bismark Samson durch seine Schilaufkenntnisse beeindruckt, wobei er auch 15 m weite Sprünge über selbstgebaute Schanzen zeigte. Vor dem Ersten Weltkrieg gab es in Kaltenleutgeben bereits einen Schiverleih mit 30 Paar Schiern, auf der Wiese wurden Schirennen abgehalten. 1952 wurde auf der Wiese ein 198 m langer Schischlepplift gebaut, der bis zu seiner Abtragung 2015 als der wahrscheinlich älteste noch im Originalzustand befindliche Schilift der Welt galt. Diese Anlage war in den letzten Jahrzehnten, nachdem ihr Besitzer bereits den Betrieb einstellen wollte, nur mehr fallweise von freiwilligen Helfern der Bergrettung betrieben worden.
Am 15. Juli 1934 kam es auf der Predigtstuhlwiese zu einer Sozialistenkundgebung mit Rosa Jochmann (spätere Nationalratsabgeordnete) zum Gedenken an den Justizpalastbrand. Durch einen Hinterhalt der Heimwehr wurden hierbei die Fahnenträger Johann Fröhlich und Richard Lehmann erschossen. Heute zeugt hiervon ein 2004 gelegter Gedenkstein bei der Wiese.
Nach dem Anschluss Österreichs 1938 wurde der Ort nach Groß-Wien zum 25. Bezirk eingemeindet.
Erst 1954 wurde der Ort wieder eigenständig und fiel an Niederösterreich zurück. Im Zuge der Ausgemeindung wurden die Gemeindegrenzen neu festgelegt. So kam ein Teil der Kuhheide zu Gießhübl sowie die Rotte Wassergspreng zur damaligen Nachbargemeinde Weissenbach.

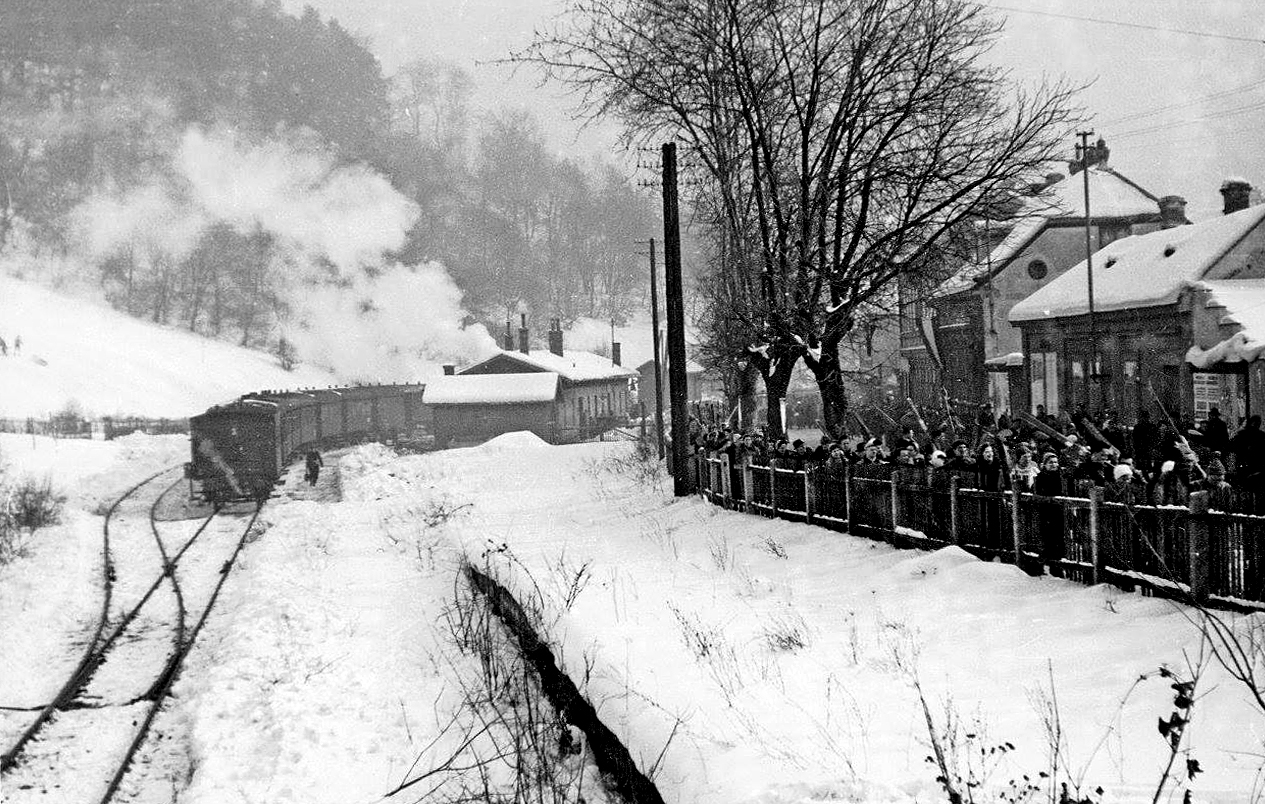
Bahnhof Kaltenleutgeben der 1951 stillgelegten Bahn und ein Sonderzug für die Schifahrermenge des „Eisgraben Wienerblick“-Schirennens im Westen von Kaltenleutgeben (1956)

Zu Jahresbeginn 2012 tauschte Kaltenleutgeben mit Perchtoldsdorf einen kleinen Teil seines Gemeindegebietes in der Größe von 58 Hektar, wodurch sich die Gemeindegrenzen etwas verschoben. Einige Grundstücke der Perchtoldsdorfer Tirolerhofsiedlung lagen bis dahin auf Kaltenleutgebener Gebiet, obwohl die Bewohner alle Einrichtungen der Marktgemeinde Perchtoldsdorf und nicht ihrer Heimatgemeinde nutzten. Kaltenleutgeben war auf direktem Weg für sie nicht erreichbar. Perchtoldsdorf trat im Gegenzug eine ebenso große Fläche auf den Grundstücken der ehemaligen Perlmooser AG an Kaltenleutgeben ab.
Zwei Bergbaue auf Kohle östlich der Mündung des Flösselgrabens und an der Einmündung des Wienergrabens sind seit Beginn des 20. Jahrhunderts ebenfalls eingestellt.

### Zementwerk Perlmooser
Der Hauptbetrieb in Kaltenleutgeben war mehr als 100 Jahre die Zementfabrik Perlmooser, für welche am Ortsbeginn von Kaltenleutgeben und östlich davon der dort vorhandene Kalkstein (Jurahornsteinkalk, Schrambach-Neokomaptychenschichten) in drei großen Steinbrüchen (Fischerwiese, Flössel, Eisgraben) abgebaut wurde. Der Betrieb lag in drei Gemeinden: in Wien-Rodaun die Produktionsanlagen mit werkseigenem Elektrizitätswerk, in Perchtoldsdorf Werkswohnungen, Kohlenmühle, Bahnhof und Versandanlage, in Kaltenleutgeben die Steinbrüche. 1929/30 waren Werksanlagen nach Plänen der Architekten Alfred Keller und Walter Broßmann gebaut worden, diese Anlagen wurden nach 1950 weitgehend durch Neubauten ersetzt. Die Steinbrüche wurden mit Feldbahnanlagen mit Dampflokomotiven, später Dieselloks betrieben (der Steinbruch Fischerwiese hatte zusätzlich auch eine elektrisch betriebene Bahnanlage). Sie waren mit einer Seilbahn an das Werk angeschlossen. Die Seilbahnanlage bestand seit dem 19. Jahrhundert, sie wurde 1929 größer erneuert und in den 1960er-Jahren abgebaut. Den Transport des Gesteins besorgten ab dann schwere Lastkraftwagen auf eigens gebauten Straßen.
Für das Werk, speziell die Anlieferung der Kohle zum Betrieb der Brennöfen und den Abtransport von Zement, aber auch bereits für die vor seiner Einrichtung verbreitete Kalkproduktion wurde die Kaltenleutgebener Bahn zur Südbahn nach Liesing betrieben. Diese Strecke wurde für den öffentlichen Betrieb 2014 eingestellt und wird seither nur mehr als Anschlussbahn geführt. Eigentümerin der Bahnhofsgrundstücke ist seit 2018 die Immobilientochter der Gemeinde Perchtoldsdorf.
Nach Einstellung der Zementproduktion Mitte der 1990er-Jahre wurden die Werksanlagen noch als Zementlager und Abfüllanlage des Unternehmens Holcim verwendet, das zum Konzern Lafarge gehörte. Die Werksanlagen wurden ab 2012/13 weitgehend abgetragen.
An ihrem Standort, soweit er in Wien-Rodaun lag, wurde eine Wohnhausanlage mit ca. 500 Wohnungen errichtet. Durch den Gebietstausch zwischen den Gemeinden Kaltenleutgeben und Perchtoldsdorf liegen seit 2012 auch der Bahnhof und die Grundstücke der ehemaligen Lager- und Transporteinrichtungen auf Kaltenleutgebener Gebiet.
Der westliche Teil der Grundstücke auf Kaltenleutgebner Gebiet war bereits 2009 von drei großen Wohnbaugesellschaften erworben worden, liegt aber seither brach. Die Lafarge Perlmooser GmbH hat sich als frühere Eigentümerin im Kaufvertrag vorbehalten, dass die neuen Eigentümer die Errichtung und Betreibung jeder wie immer gearteten Anlage zur Erzeugung und/oder Mahlung von Klinker und/oder Zement und/oder Betonzusatzstoffen und/oder sonstiger hydraulischer Bindemittel und/oder Beton zu unterlassen haben. Das ist als Dienstbarkeit im Grundbuch abgesichert.
Der östliche Teil dieser Grundstücke war noch bis Sommer 2022 Eigentum der seinerzeitigen Zementunternehmen. Das noch dort befindliche große Lager- und Abfüllgebäude (sog. Zementterminal), war bereits weitgehend verfallen.
In diesem Gebäude im östlichen Teil der ehemaligen Werksanlage soll auf insgesamt 5.500 Quadratmetern Fläche Platz für bis zu 20 Loft-Wohnungen (mit Raumhöhen bis zu 6,5 m), Galerien und Büroräumlichkeiten geschaffen werden. Die dafür 2021 neu gegründete Gesellschaft, der auch zwei Architekten angehören, die Siloft GmbH, ist seit Sommer 2022 Eigentümerin des Geländes mit dem mittlerweile als Ruine bezeichneten Bau. Nutzungseinheiten sollen an Privateigentümer weiterverkauft werden, die sich an der Sanierung der gemeinschaftlich genutzten Gebäudeteile beteiligen.

### Siedlung Doktorberg
Diese Siedlung besteht aus 125 Einfamilienwohnhäusern in verdichteter Flachbauweise aus dem Jahr 1969 im Norden des Ortskerns von Kaltenleutgeben ⊙. Sie wurde von den Architekten Harry Glück und Carl Auböck  entworfen. Fünf Arten von Häusern, davon nur ein Typ zweigeschoßig, wurden in Flächen von 93 bis 135 m² samt Freizeiteinrichtungen (Clubhaus, Swimmingpool, Tennisplätze, Sauna, anfangs auch ein Kindergarten) gebaut. Angesichts der zu Beginn nur sporadischen Busverbindung nach Wien (über die Buslinie von Wien-Liesing nach Kaltenleutgeben Ellinggraben bzw. Sulz im Wienerwald) war ein eigenes Kraftfahrzeug Voraussetzung für die Bewohner, was mehrfach kritisch zum Thema gemacht wurde. 2021 wurde diskutiert, die Dächer der Häuser, die rund 12.000 m² groß sind, für eine ökologische Stromversorgung einzurichten. Auch das Problem der Erreichbarkeit mittels ÖPNV wurde mit dem Postbus Shuttle, an dem auch die Gemeinde Kaltenleutgeben beteiligt ist, im Jahr 2022 gelöst.

### Bevölkerungsentwicklung
| Kaltenleutgeben: Einwohnerzahlen von 1869 bis 2025  | Kaltenleutgeben: Einwohnerzahlen von 1869 bis 2025 | Kaltenleutgeben: Einwohnerzahlen von 1869 bis 2025 | Kaltenleutgeben: Einwohnerzahlen von 1869 bis 2025 | Kaltenleutgeben: Einwohnerzahlen von 1869 bis 2025 |
| --------------------------------------------------- | -------------------------------------------------- | -------------------------------------------------- | -------------------------------------------------- | -------------------------------------------------- |
| Jahr                                                |                                                    |                                                    |                                                    | Einwohner                                          |
| 1869                                                | 1869                                               |                                                    | 866                                                | 866                                                |
| 1880                                                | 1880                                               |                                                    | 1.234                                              | 1.234                                              |
| 1890                                                | 1890                                               |                                                    | 1.456                                              | 1.456                                              |
| 1900                                                | 1900                                               |                                                    | 2.067                                              | 2.067                                              |
| 1910                                                | 1910                                               |                                                    | 2.080                                              | 2.080                                              |
| 1923                                                | 1923                                               |                                                    | 1.847                                              | 1.847                                              |
| 1934                                                | 1934                                               |                                                    | 1.982                                              | 1.982                                              |
| 1939                                                | 1939                                               |                                                    | 2.187                                              | 2.187                                              |
| 1951                                                | 1951                                               |                                                    | 2.008                                              | 2.008                                              |
| 1961                                                | 1961                                               |                                                    | 1.885                                              | 1.885                                              |
| 1971                                                | 1971                                               |                                                    | 2.520                                              | 2.520                                              |
| 1981                                                | 1981                                               |                                                    | 2.552                                              | 2.552                                              |
| 1991                                                | 1991                                               |                                                    | 2.688                                              | 2.688                                              |
| 2001                                                | 2001                                               |                                                    | 2.985                                              | 2.985                                              |
| 2011                                                | 2011                                               |                                                    | 3.330                                              | 3.330                                              |
| 2021                                                | 2021                                               |                                                    | 3.345                                              | 3.345                                              |
| 2025                                                | 2025                                               |                                                    | 3.299                                              | 3.299                                              |
| Quelle(n): Statistik Austria, Gebietsstand 1.1.2021 |                                                    |                                                    |                                                    |                                                    |

## Kultur und Sehenswürdigkeiten

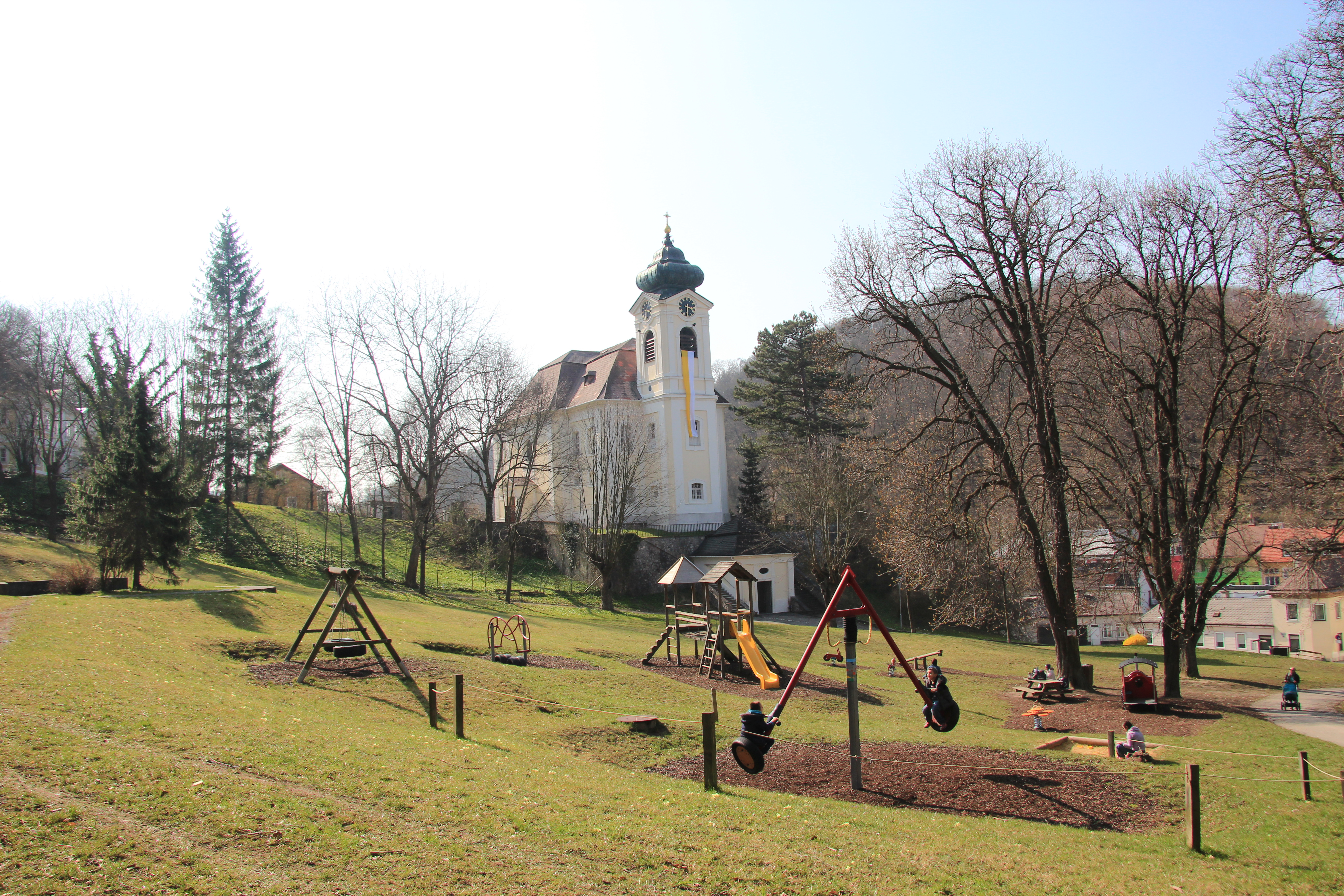
Pfarrkirche Kaltenleutgeben

- Katholische Pfarrkirche Kaltenleutgeben hl. Jakobus der Ältere: Die Kirche, 1728–1729 geplant und 1729–1732 ausgeführt, ist das Hauptwerk des Barockbaumeisters Jakob Oeckhl. Er errichtete und finanzierte den Bau nach dem Tode seiner zweiten Frau aufgrund eines Gelübdes zur Geburt seines Sohnes. Das Hochaltarbild entstammt der Heiligenkreuzer Schule um Martino Altomonte, die aus Lindenholz geschnitzte Dreifaltigkeitsgruppe wird Giovanni Giuliani zugerechnet.

## Wirtschaft und Infrastruktur
Nichtlandwirtschaftliche Arbeitsstätten gab es im Jahr 2001 124, land- und forstwirtschaftliche Betriebe nach der Erhebung 1999 11. Die Zahl der Erwerbstätigen am Wohnort betrug nach der Volkszählung 2001 1403. Die Erwerbsquote lag 2001 bei 48,93 Prozent.
Sonst ist die Gemeinde eher eine Wohnsitzgemeinde. Viele Wiener haben hier ihre Zweitwohnsitze aufgebaut, da Wien recht nahe liegt.

## Öffentliche Einrichtungen
In Kaltenleutgeben befindet sich ein Kindergarten und eine Volksschule.

## Politik

### Gemeinderat
Der Gemeinderat hat 23 Mitglieder, bis 2010 21 Mitglieder.
- Mit den Gemeinderatswahlen in Niederösterreich 1990 hatte der Gemeinderat folgende Verteilung: 12 SPÖ und 9 ÖVP.
- Mit den Gemeinderatswahlen in Niederösterreich 1995 hatte der Gemeinderat folgende Verteilung: 11 SPÖ, 8 ÖVP und 2 FPÖ.[24]
- Mit den Gemeinderatswahlen in Niederösterreich 2000 hatte der Gemeinderat folgende Verteilung: 13 SPÖ, 5 ÖVP, 2 FPÖ und 1 Andere.[25]
- Mit den Gemeinderatswahlen in Niederösterreich 2005 hatte der Gemeinderat folgende Verteilung: 12 SPÖ und 9 ÖVP.[26]
- Mit den Gemeinderatswahlen in Niederösterreich 2010 hatte der Gemeinderat folgende Verteilung: 11 SPÖ, 9 ÖVP und 1 GRÜNE.[27]
- Mit den Gemeinderatswahlen in Niederösterreich 2015 hatte der Gemeinderat folgende Verteilung: 11 SPÖ, 8 ÖVP, 2 FPÖ und 2 GRÜNE.[28]
- Mit den Gemeinderatswahlen in Niederösterreich 2020 hatte der Gemeinderat folgende Verteilung: 10 SPÖ, 9 ÖVP, 3 GRÜNE und 1 FPÖ.[29]
- Mit den Gemeinderatswahlen in Niederösterreich 2025 hat der Gemeinderat folgende Verteilung: 13 ÖVP, 6 SPÖ, 2 GRÜNE und 2 FPÖ.[30]

### Bürgermeister
- 1996–2006 Herbert Hohlagschwandtner (SPÖ)
- 2007–2020 Josef Graf (SPÖ)
- seit 2020 Bernadette Geieregger (ÖVP)

## Persönlichkeiten

### Söhne und Töchter der Gemeinde
- Joe Berger (1939–1991), Lyriker, Dramatiker, Erzähler, Journalist, Schauspieler und Aktionist, Mitglied der Grazer Autorenversammlung

### Personen mit Bezug zur Gemeinde
- Mark Twain (1835–1910), US-amerikanischer Schriftsteller, Autor der Bücher über die Abenteuer von Tom Sawyer und Huckleberry Finn, lebte 1898 ein halbes Jahr[31][32] in der Villa Paulhof in Kaltenleutgeben
- Henryk Sienkiewicz (1846–1916), polnischer Schriftsteller, hielt sich ab 1885 mehrmals als Kurgast in Kaltenleutgeben auf.
- Wilhelm Winternitz (1834–1917), Internist, Hydrotherapeut und Balneologe, errichtete die Kaltwasseranstalt.